# Gran Premio motociclistico della Malesia 1999
Il Gran Premio motociclistico della Malesia 1999 corso il 18 aprile, è stato il primo Gran Premio della stagione 1999  e ha visto vincere la Suzuki di Kenny Roberts Jr nella classe 500, Loris Capirossi nella 250 e Masao Azuma nella 125.

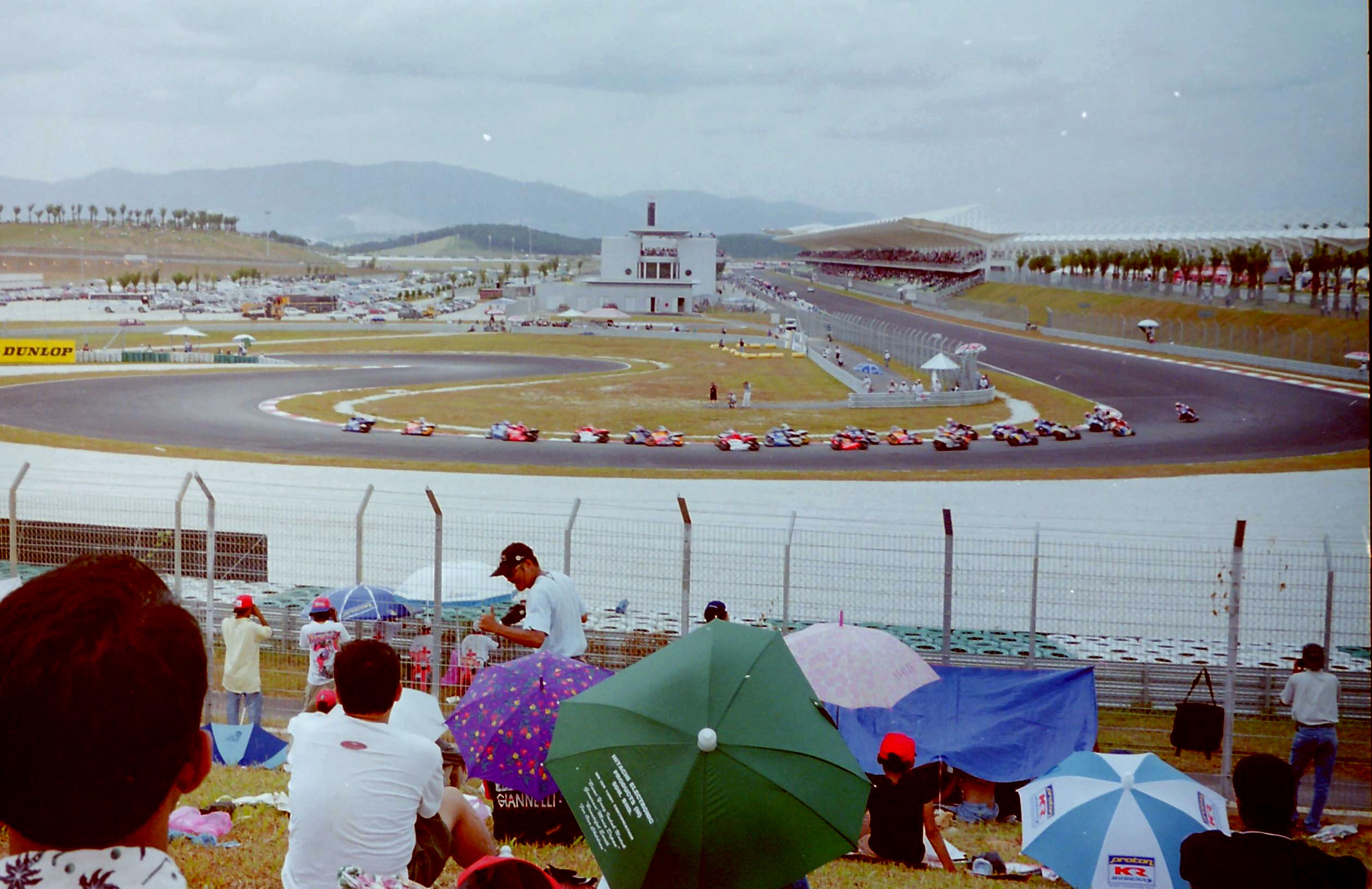
Fase iniziale di gara

Per il pilota statunitense, figlio dell'ex campione del mondo Kenny Roberts, si tratta del primo successo in carriera nella classe regina. Dopo un anno di assenza dalle gare, torna in questa classe l'Aprilia con la RSW-2 500 condotta da Tetsuya Harada.
Nella 250 si registra la prima pole position in questa classe per Valentino Rossi.
Nella 125, se pur solo con un 13º posto, Yōichi Ui riporta la Derbi a conquistare nuovamente punti iridati dopo 8 anni.

## Classe 500

### Arrivati al traguardo
| Pos | Nº | Pilota              | Squadra                   | Motocicletta | Giri | Tempo     | Griglia | Punti |
| --- | -- | ------------------- | ------------------------- | ------------ | ---- | --------- | ------- | ----- |
| 1   | 10 | Kenny Roberts Jr    | Suzuki Grand Prix         | Suzuki       | 21   | 44:56.033 | 3       | 25    |
| 2   | 4  | Carlos Checa        | Marlboro Yamaha           | Yamaha       | 21   | +4.279    | 14      | 20    |
| 3   | 3  | Àlex Crivillé       | Repsol Honda              | Honda        | 21   | +4.780    | 5       | 16    |
| 4   | 1  | Mick Doohan         | Repsol Honda              | Honda        | 21   | +4.902    | 7       | 13    |
| 5   | 8  | Tadayuki Okada      | Repsol Honda              | Honda        | 21   | +7.269    | 12      | 11    |
| 6   | 5  | Alex Barros         | MoviStar Honda Pons       | Honda        | 21   | +13.202   | 11      | 10    |
| 7   | 55 | Régis Laconi        | Red Bull Yamaha WCM       | Yamaha       | 21   | +23.724   | 8       | 9     |
| 8   | 14 | Juan Bautista Borja | MoviStar Honda Pons       | Honda        | 21   | +23.811   | 9       | 8     |
| 9   | 9  | Nobuatsu Aoki       | Suzuki Grand Prix         | Suzuki       | 21   | +25.156   | 4       | 7     |
| 10  | 15 | Sete Gibernau       | Repsol Honda              | Honda        | 21   | +31.548   | 13      | 6     |
| 11  | 16 | Yukio Kagayama      | Suzuki Grand Prix         | Suzuki       | 21   | +35.205   | 10      | 5     |
| 12  | 12 | Jean-Michel Bayle   | Proton KR Modenas         | Modenas KR3  | 21   | +42.405   | 15      | 4     |
| 13  | 31 | Tetsuya Harada      | Aprilia Grand Prix Racing | Aprilia      | 21   | +46.749   | 18      | 3     |
| 14  | 11 | Simon Crafar        | Red Bull Yamaha WCM       | Yamaha       | 21   | +50.732   | 19      | 2     |
| 15  | 26 | Haruchika Aoki      | F.C.C. TSR                | TSR-Honda    | 21   | +51.667   | 16      | 1     |
| 16  | 22 | Sébastien Gimbert   | Tecmas Honda Elf          | Honda        | 21   | +1:14.752 | 21      |       |
| 17  | 18 | Markus Ober         | Dee Cee Jeans Racing      | Honda        | 21   | +1:51.775 | 25      |       |
| 18  | 20 | Mike Hale           | Proton KR Modenas         | Modenas KR3  | 21   | +1:54.512 | 24      |       |

### Ritirati
| Nº | Pilota                   | Squadra                 | Motocicletta | Giri | Griglia |
| -- | ------------------------ | ----------------------- | ------------ | ---- | ------- |
| 21 | Michael Rutter           | Millar Honda            | Honda        | 14   | 22      |
| 25 | José Luis Cardoso        | Maxon TSR               | TSR-Honda    | 11   | 20      |
| 2  | Max Biaggi               | Marlboro Yamaha         | Yamaha       | 10   | 2       |
| 17 | Jurgen van den Goorbergh | Biland GP1              | MuZ Weber    | 10   | 23      |
| 7  | Luca Cadalora            | Biland GP1              | MuZ Weber    | 9    | 17      |
| 19 | John Kocinski            | Kanemoto Honda          | Honda        | 3    | 1       |
| 6  | Norick Abe               | Antena 3 Yamaha-D'Antin | Yamaha       | 3    | 6       |

### Non partiti
| Nº | Pilota      | Moto  | Griglia |
| -- | ----------- | ----- | ------- |
| 45 | John Allen  | Honda | 26      |
| 68 | Mark Willis | BSL   | 27      |

## Classe 250

### Arrivati al traguardo
| Pos | Nº | Pilota             | Squadra                    | Motocicletta | Giri | Tempo     | Griglia | Punti |
| --- | -- | ------------------ | -------------------------- | ------------ | ---- | --------- | ------- | ----- |
| 1   | 1  | Loris Capirossi    | Elf Axo Honda Gresini      | Honda        | 20   | 43:29.305 | 4       | 25    |
| 2   | 4  | Tōru Ukawa         | Shell Advance Honda        | Honda        | 20   | +0.111    | 5       | 20    |
| 3   | 56 | Shin'ya Nakano     | Chesterfield Yamaha Tech 3 | Yamaha       | 20   | +0.787    | 2       | 16    |
| 4   | 19 | Olivier Jacque     | Chesterfield Yamaha Tech 3 | Yamaha       | 20   | +14.894   | 3       | 13    |
| 5   | 46 | Valentino Rossi    | Aprilia Grand Prix Racing  | Aprilia      | 20   | +24.569   | 1       | 11    |
| 6   | 34 | Marcellino Lucchi  | Docshop Racing             | Aprilia      | 20   | +30.774   | 7       | 10    |
| 7   | 9  | Jeremy McWilliams  | QUB Team Optimum           | Aprilia      | 20   | +34.877   | 9       | 9     |
| 8   | 49 | Naoki Matsudo      | BP Yamaha Racing           | Yamaha       | 20   | +35.294   | 8       | 8     |
| 9   | 7  | Stefano Perugini   | Fila Watches Honda         | Honda        | 20   | +52.956   | 15      | 7     |
| 10  | 44 | Roberto Rolfo      | Vasco Rossi Racing         | Aprilia      | 20   | +58.656   | 11      | 6     |
| 11  | 37 | Luca Boscoscuro    | Polini                     | TSR-Honda    | 20   | +1:05.383 | 13      | 5     |
| 12  | 24 | Jason Vincent      | Padgetts HRC Shop          | Honda        | 20   | +1:05.385 | 16      | 4     |
| 13  | 36 | Masaki Tokudome    | Dee Cee Jeans Racing       | Honda        | 20   | +1:21.549 | 17      | 3     |
| 14  | 14 | Anthony West       | Shell Advance Honda        | TSR-Honda    | 20   | +1:22.318 | 21      | 2     |
| 15  | 12 | Sebastián Porto    | Semprucci Biesse-Group     | Yamaha       | 20   | +1:22.741 | 23      | 1     |
| 16  | 16 | Johan Stigefelt    | Edo Racing                 | Yamaha       | 20   | +1:24.652 | 14      |       |
| 17  | 66 | Alex Hofmann       | Racing Factory             | Honda        | 20   | +1:30.484 | 12      |       |
| 18  | 23 | Julien Allemand    | Tecmas Honda Elf           | TSR-Honda    | 20   | +1:42.994 | 22      |       |
| 19  | 15 | David García       | Antena 3 Yamaha-D'Antin    | Yamaha       | 20   | +1:56.191 | 19      |       |
| 20  | 41 | Jarno Janssen      | Rizla Honda                | TSR-Honda    | 20   | +1:56.369 | 18      |       |
| 21  | 58 | Matías Ríos        | PR2 Mitsubishi             | Aprilia      | 19   | +1 giro   | 27      |       |
| 22  | 10 | Fonsi Nieto        | Antena 3 Yamaha-D'Antin    | Yamaha       | 19   | +1 giro   | 24      |       |
| 23  | 22 | Lucas Oliver Bultó | Yamaha Kurz Aral           | Yamaha       | 19   | +1 giro   | 26      |       |

### Ritirati
| Nº | Pilota          | Squadra             | Motocicletta | Giri | Griglia |
| -- | --------------- | ------------------- | ------------ | ---- | ------- |
| 63 | Shahrol Yuzy    | Petronas Sprinta    | Honda        | 19   | 20      |
| 21 | Franco Battaini | FGF Battaini Racing | Aprilia      | 15   | 6       |
| 11 | Tomomi Manako   | Yamaha Kurz Aral    | Yamaha       | 4    | 10      |
| 61 | Meng Heng Kuang | Petronas Sprinta    | Honda        | 4    | 28      |

### Non partiti
| Nº | Pilota          | Moto      | Griglia |
| -- | --------------- | --------- | ------- |
| 17 | Maurice Bolwerk | TSR-Honda | 25      |
| 6  | Ralf Waldmann   | Aprilia   | 29      |

## Classe 125

### Arrivati al traguardo
| Pos | Nº | Pilota               | Squadra                      | Motocicletta | Giri | Tempo     | Griglia | Punti |
| --- | -- | -------------------- | ---------------------------- | ------------ | ---- | --------- | ------- | ----- |
| 1   | 4  | Masao Azuma          | Playlife Racing Team - Liege | Honda        | 19   | 43:55.438 | 4       | 25    |
| 2   | 7  | Emilio Alzamora      | Via Digital Team             | Honda        | 19   | +0.106    | 2       | 20    |
| 3   | 8  | Gianluigi Scalvini   | Inoxmacel Fontana Racing     | Aprilia      | 19   | +10.509   | 6       | 16    |
| 4   | 21 | Arnaud Vincent       | C.C. Valencia                | Aprilia      | 19   | +12.909   | 1       | 13    |
| 5   | 10 | Jerónimo Vidal       | C.C. Valencia                | Aprilia      | 19   | +20.695   | 15      | 11    |
| 6   | 16 | Simone Sanna         | Polini                       | Honda        | 19   | +27.184   | 7       | 10    |
| 7   | 23 | Gino Borsoi          | Semprucci Biesse-Group       | Aprilia      | 19   | +27.208   | 8       | 9     |
| 8   | 26 | Ivan Goi             | Matteoni Racing              | Honda        | 19   | +27.351   | 18      | 8     |
| 9   | 32 | Mirko Giansanti      | Team Kappa                   | Aprilia      | 19   | +27.507   | 19      | 7     |
| 10  | 1  | Kazuto Sakata        | M.T.P. - Team Pileri         | Honda        | 19   | +27.514   | 16      | 6     |
| 11  | 11 | Max Sabbatani        | Matteoni Racing              | Honda        | 19   | +27.734   | 10      | 5     |
| 12  | 54 | Manuel Poggiali      | Team Kappa                   | Aprilia      | 19   | +37.922   | 13      | 4     |
| 13  | 41 | Yōichi Ui            | Festina-Derbi                | Derbi        | 19   | +38.264   | 20      | 3     |
| 14  | 29 | Ángel Nieto Jr       | Via Digital Team             | Honda        | 19   | +38.344   | 5       | 2     |
| 15  | 17 | Steve Jenkner        | Marlboro Team ADAC           | Aprilia      | 19   | +41.962   | 12      | 1     |
| 16  | 44 | Alessandro Brannetti | Future Strategies            | Aprilia      | 19   | +44.310   | 14      |       |
| 17  | 5  | Lucio Cecchinello    | Givi Honda LCR               | Honda        | 19   | +47.056   | 11      |       |
| 18  | 15 | Roberto Locatelli    | Vasco Rossi Racing           | Aprilia      | 19   | +56.919   | 3       |       |
| 19  | 18 | Reinhard Stolz       | Polini                       | Honda        | 19   | +59.108   | 23      |       |
| 20  | 12 | Randy de Puniet      | Scrab Competition            | Aprilia      | 19   | +1:02.934 | 21      |       |
| 21  | 46 | Direk Archewong      | Honda-Castrol                | Honda        | 19   | +1:49.298 | 24      |       |
| 22  | 22 | Pablo Nieto          | Festina-Derbi                | Derbi        | 19   | +2:05.689 | 25      |       |

### Ritirati
| Nº | Pilota             | Squadra              | Motocicletta | Giri | Griglia |
| -- | ------------------ | -------------------- | ------------ | ---- | ------- |
| 6  | Noboru Ueda        | Givi Honda LCR       | Honda        | 11   | 9       |
| 9  | Frédéric Petit     | Racing Moto Sport    | Aprilia      | 11   | 17      |
| 20 | Bernhard Absmeier  | Mayer-Rubatto Racing | Aprilia      | 11   | 22      |
| 45 | Magilai Meganathan | Workline Motorsport  | Honda        | 8    | 26      |

### Non partito
| Nº | Pilota         | Moto  |
| -- | -------------- | ----- |
| 13 | Marco Melandri | Honda |